# XInclude
XInclude es un mecanismo estándar para componer documentos XML, escribiendo etiquetas de inclusión en el documento original, las que transcluirán otros documentos dentro de éste. XInclude puede incorporar tanto documentos XML como otros archivos de texto.

## Ejemplo
Por ejemplo, incluir el siguiente archivo de texto license.txt:
```
This document is published under GNU Free Documentation License
```

en un documento XHTML:
```
<?xml version="1.0" encoding="utf-8"?>

<html
 
xmlns=
"http://www.w3.org/1999/xhtml"

      
xmlns:xi=
"http://www.w3.org/2001/XInclude"
>

   
<head>
…
</head>

   
<body>

      
…

      
<p><xi:include
 
href=
"license.txt"
 
parse=
"text"
/></p>

   
</body>

</html>

```

resulta en:
```
<?xml version="1.0"?>

<html
 
xmlns=
"http://www.w3.org/1999/xhtml"

      
xmlns:xi=
"http://www.w3.org/2001/XInclude"
>

   
<head>
…
</head>

   
<body>

      
…

      
<p>
This
 
document
 
is
 
published
 
under
 
GNU
 
Free
 
Documentation
 
License
</p>

   
</body>

</html>

```